# Televisi Republik Indonesia

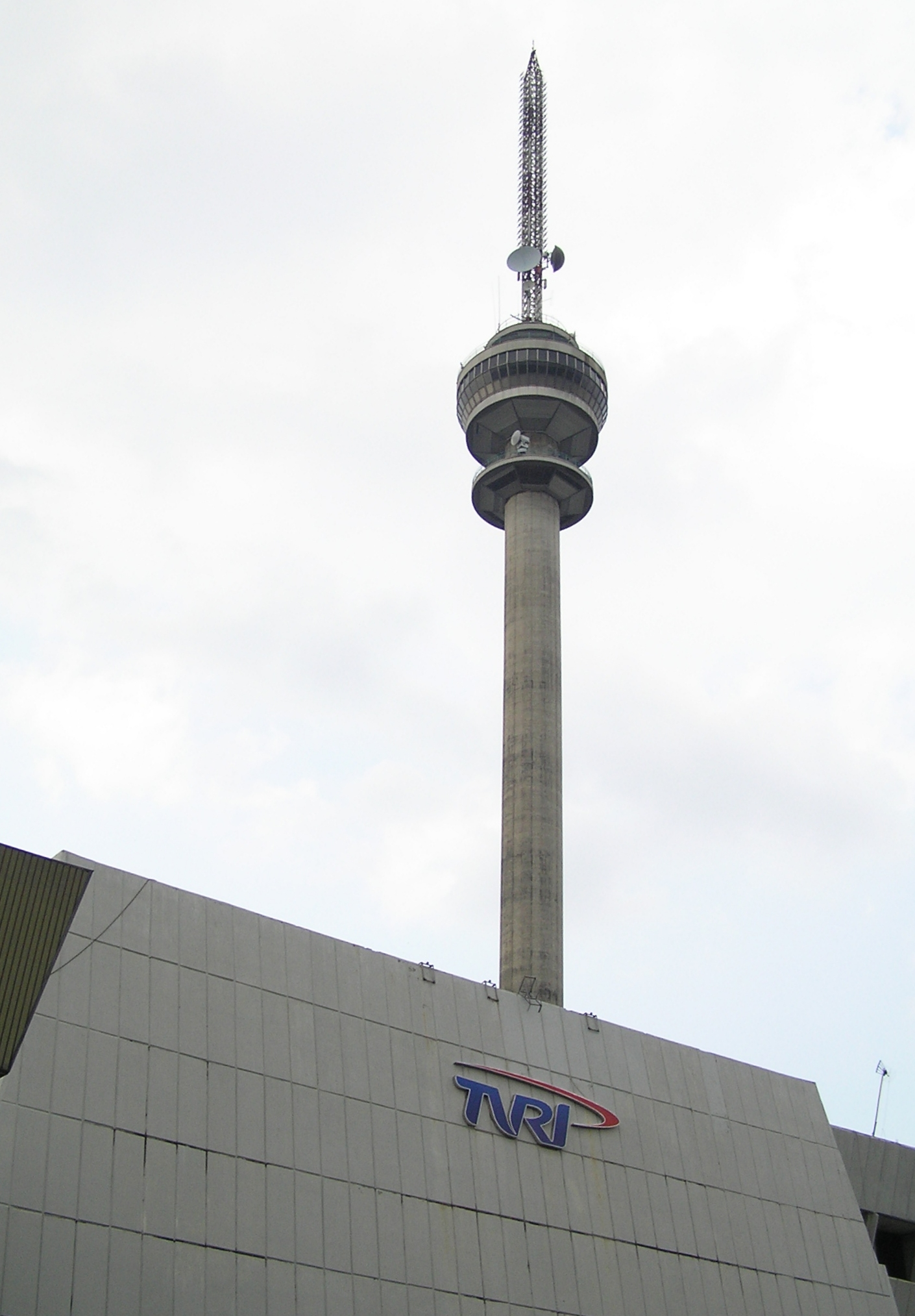
Der Fernsehturm von TVRI

Televisi Republik Indonesia (TVRI) ist ein indonesischer Staatssender. Den Sendebetrieb startete er als erster Fernsehsender im Land am 24. August 1962 anlässlich der Asienspiele, die 1962 in Jakarta stattfanden. Der Hauptsitz liegt in Senayen in Zentraljakarta. Laut Gesetz ist der Fernsehsender als einziger Sender verpflichtet, seine Programme landesweit auszusenden. Der Sender verfügt über 376 Sendeanlagen und 28 Lokalstudios und deckt damit das ganze Land ab. Die Lokalstudios produzieren neben Indonesisch Nachrichten in den jeweiligen Sprachen der Region. Der Fernsehsender produziert primär Nachrichtensendungen, Schulungs- und Kulturprogramme. Neben TVRI gibt es im Land noch zehn weitere Fernsehsender, die ihr Programm landesweit ausstrahlen, obwohl sie rechtlich dazu nicht verpflichtet sind.
Ursprünglich wurde der Fernsehsender nur zur Übertragung der vierten Asienspiele gegründet, welche im Main Stadium Senayan in Jakarta ausgetragen wurden. Die ersten Testausstrahlungen fanden am 17. August 1962 statt, am Unabhängigkeitstag des Landes. Es wurden die Feierlichkeiten im Staatspalast zum 17. Jahrestag der Unabhängigkeit des Landes von den Niederlanden übertragen. Im selben Jahr hatte „PT. Transistor Radio Manufacturing“ begonnen, Farbfernsehapparate zu produzieren. Dabei handelte es sich um eine Kooperation der Firma mit Matsushita Electric Industrial Co. Ltd aus Japan.
1973 begann man, den Sender mit Hilfe von Werbung zu finanzieren. Über viele Jahre hatte der Sender das Monopol über Fernsehaussendungen inne und galt als Sprachrohr der Regierung. Erst 1987 mit dem Gesetz 190 A / Kep / Menpen / 1987 wurde die rechtliche Möglichkeit geschaffen, anderen Sendern Fernsehkänale zur Verfügung zu stellen. Am 24. August 1989 nahm der erste, private Sender RCTI in Jakarta auf der Insel Java seinen Sendebetrieb auf. Am 24. August 1990 folgte ein weiterer Sender SCTV, am 23. Januar 1991 TPI, am 7. März 1993 Anteve, am 11. Mai 1995 indosiar, am 15. November 2000 metro TV, trans TV am 15. November 2001 und lativi am 17. Januar 2001. Der Anteil der Fernsehzuschauer sank entsprechend. Immer mehr private Stationen gingen auf Sendung. Mit der Verordnung 11/2005 wurde festgelegt, dass TVRI Anspruch auf mindestens 20 % der verfügbaren terrestrischen Frequenzen hat. Gibt es zu viele private Anbieter, so muss deren Anzahl reduziert werden, um Platz für TVRI zu schaffen. Die Maßnahme wurde damit begründet, dass TVRI eine wichtige Rolle in der Bildung, der Gesundheit und Kultur des Landes spielt. Auch spiele der Sender eine wichtige Rolle, die verschiedenen Kulturen des Landes zu vermitteln und die diversen Sprachen zu fördern, also bei der Schaffung einer Nationalen Identität. Der Sender wurde bereits mit der Verordnung 32/2002 zu einer eigenständigen öffentlichen Institution erklärt, unabhängig von der Regierung. Dem Sender wurden drei Jahre Zeit gegeben, sich in eine von den Behörden unabhängige Institution weiterzuentwickeln. Mit der Verordnung 13/2005 wurde festgestellt, dass das Ziel erreicht wurde und TVRI wurde am 18. März 2005 zur unabhängigen Sendeanstalt erklärt.
Am 21. Dezember 2010 wurden die ersten digitalen Sender in Betrieb genommen und die Anzahl der Programme erhöht, zuerst in Jakarta, Surabaya und in Batam. Neu kamen TVRI Kanal 3 und TVRI Kanal 4 hinzu. Die Sender sollten die analogen Aussendungen ersetzen. Das Dritte Programm sollte primär Dokumentationen aussenden, das Vierte Programm Sport als Schwerpunkt haben. Das Zweite Programm sollte sich auf Nachrichten der Hauptstadt Jakarta konzentrieren, das Erste Programm auf landesweite Nachrichten.
Im Jahre 2017 konnte TVRI von 191 Millionen Zuschauern in 452 Städten des gesamten Landes gesehen werden. Das entsprach etwa 80,7 % der Gesamtbevölkerung Indonesiens. 2017 wurde der Anteil des Senders an der fernsehenden Bevölkerung auf 17,3 % geschätzt. Damit erreichte TVRI im Zeitraum zwischen dem 1. Januar 2017 und dem 15. Mai 2017 den ersten Platz der Fernsehsender in Indonesien.
2018 beschäftigte TVRI 4300 Mitarbeiter, davon 1800 in Jakarta. Fast alle Mitarbeiter sind bei der Regierung angestellt, obwohl der Sender offiziell unabhängig von der Regierung ist. Das gab der Direktor Apni Jaya Putra bekannt.